# 숨도 쉴 수가 없어
〈숨도 쉴 수가 없어〉(일본어: 息もできない)는 일본의 밴드 ZARD의 24번째 싱글 앨범으로, 1998년 3월 4일 발매되었다. (8cm CD: JBDJ-1036) 작사는 사카이 이즈미가, 작곡은 오다 테츠로가, 편곡은 하야마 타케시가 맡았다. 이 곡은 ZARD가 만들었던 곡 중에서 가장 많은 믹싱이 이루어진 작품인데, 믹싱 작업은 스튜디오 BIRDMAN의 노무라 마사유키가 진행했고, 1997년 12월 10일 첫 믹싱을 시작해 1998년 2월까지 26회가 이루어졌다. 결국 싱글에 수록된 것은 23번째 버전이다. 그 달에 발매된 《영원》에 들어갈 앨범용 믹싱도 10회를 더 했기에, 총 36번을 믹스했다. (그러나 앨범에 사용된 것 역시 23번째였다.) 이 곡은 후지 TV에서 방영되었던 《요리왕 비룡》의 주제가로 쓰였다.
B사이드 곡은 〈Vintage〉이며, 사카이 이즈미가 작사했고, 토쿠나가 아키히토가 작곡과 편곡을 담당했다.
싱글은 오리콘 차트 주간 싱글차트 3위에 올랐고, 10주간 순위권에 머물렀다.

## 수록곡
| #            | 제목                                         | 작사          | 작곡              | 편곡              | 재생 시간 |
| ------------ | -------------------------------------------- | ------------- | ----------------- | ----------------- | --------- |
| 1.           | 〈〈숨도 쉴 수가 없어〉〉 (息もできない)     | 사카이 이즈미 | 오다 테츠로       | 하야마 타케시     | 4:37      |
| 2.           | 〈〈Vintage〉〉                              | 사카이 이즈미 | 토쿠나가 아키히토 | 토쿠나가 아키히토 | 3:24      |
| 3.           | 〈〈숨도 쉴 수가 없어〉〉 (Original Karaoke) |               |                   |                   | 4:38      |
| 4.           | 〈〈Vintage〉〉 (Original Karaoke)           |               |                   |                   | 3:21      |
| 총 재생 시간 | 총 재생 시간                                 | 총 재생 시간  | 총 재생 시간      | 총 재생 시간      | 16:00     |

## 참고 문헌
- Being (감수) (2007). 《きっと忘れない: ZARD OFFICIAL BOOK》. J-ROCK 매거진. ISBN 9784916019493.